# Photis kapapa
Photis kapapa är en kräftdjursart som beskrevs av J. L. Barnard 1970. Photis kapapa ingår i släktet Photis och familjen Isaeidae. Inga underarter finns listade i Catalogue of Life.